# Popielak pylasty

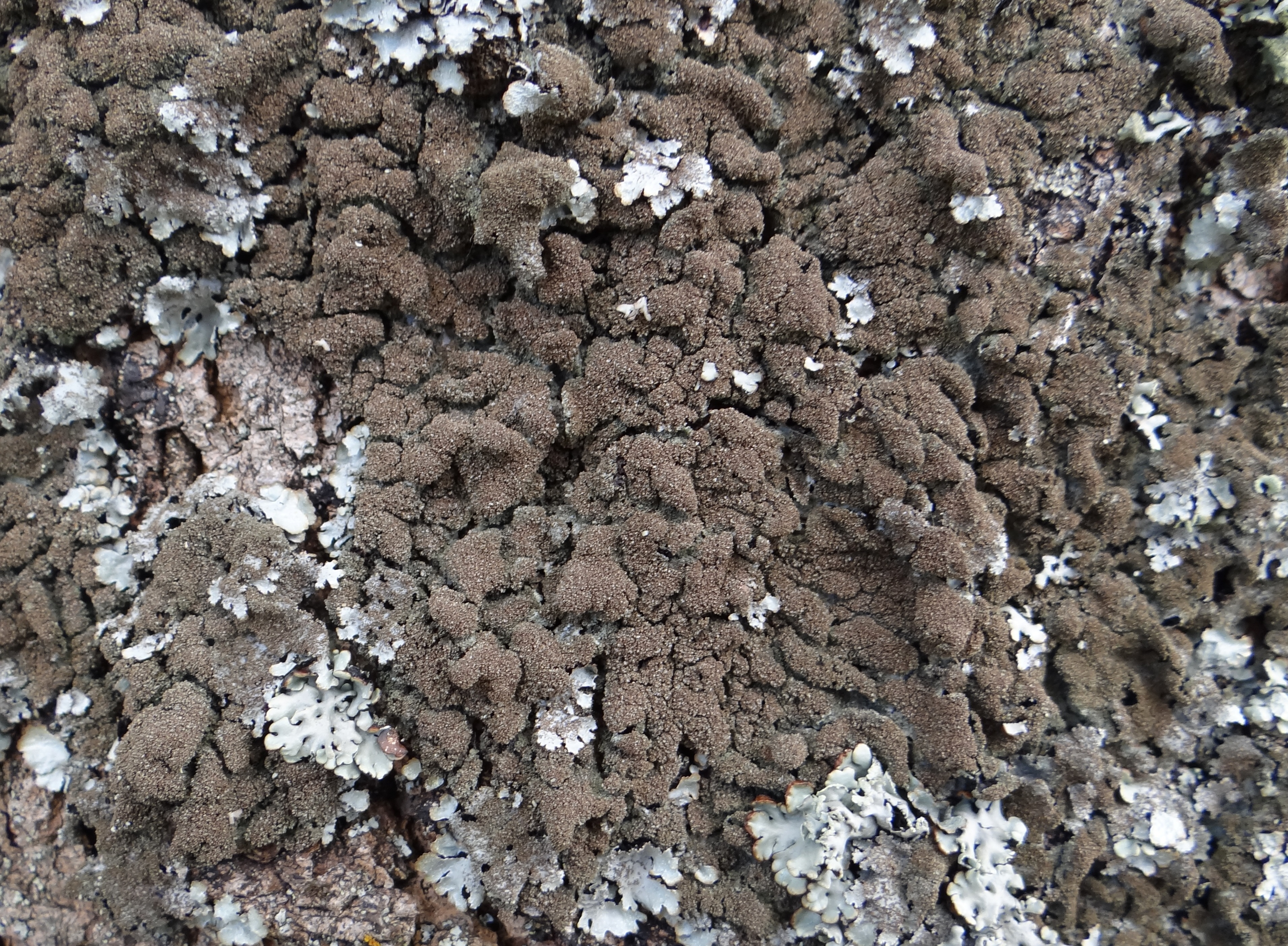
W środku plechy bardzo liczne izydia

Popielak pylasty, płaskotka pylasta (Imshaugia aleurites (Ach.) S.L.F. Mey.) – gatunek grzybów z rodziny tarczownicowatych (Parmeliaceae). Ze względu na współżycie z glonami zaliczany jest do porostów.

## Systematyka i nazewnictwo
Pozycja w klasyfikacji według Index Fungorum: Imshaugia, Parmeliaceae, Lecanorales, Lecanoromycetidae, Lecanoromycetes, Pezizomycotina, Ascomycota, Fungi.
Po raz pierwszy gatunek ten opisany został w 1799 r. przez E. Achariusa jako Lichen aleurites. Do rodzaju Imshaugia przeniósł go w 1805 r. S. L. F. Meyer i nazwa nadana przez tegoż autora jest według Index Fungorum prawidłowa. Niektóre synonimy nazwy naukowej:

- Cetraria aleurites (Ach.) Th. Fr. 1871
- Imbricaria aleurites (Ach.) DC. 1805
- Lichen aleurites Ach. 1799
- Lichen pallescens Neck. 1768
- Lobaria pallescens Hoffm. 1796
- Parmelia aleurites (Ach.) Ach. 1875
- Parmeliopsis aleurites (Ach.) Nyl. 1863
- Parmeliopsis pallescens (Hoffm.) Hillmann 1930[3].

Nazwy polskie według Krytycznej listy porostów i grzybów naporostowych Polski.

## Charakterystyka
Plecha listkowata, nieregularna lub tworząca rozetki o średnicy do 5(8) cm. Jest to plecha heteromeryczna z glonami protokokkoidalnymi z rodzaju Trebouxia, posiadająca zarówno korę górną, jak i dolną. Do podłoża przylega ściśle. Górna powierzchnia ma barwę od jasnoszarej do ciemnoszarej i jest głęboko wcinana. Jej odcinki o długości 0,5–1 cm i szerokości 0,5–3 mm stykają się brzegami lub nieco zachodzą na siebie. Są karbowane lub wcinane i mają zaokrąglone końce. Dolna powierzchnia ma barwę od białawej do jasnobrunatnej, jest gładka lub pomarszczona i są na niej nieliczne, jasne chwytniki. Reakcje barwne: plecha K + żółty, górna kora i rdzeń K + głęboki żółty, C-, P + głęboki żółty, pomarańczowy lub czerwonawy.
Charakterystyczną cechą jest występowanie na górnej powierzchni bardzo licznych izydiów. Mają wysokość do 2 mm, są cylindryczne, proste lub rozgałęzione i mają barwę szarą, żółtobrązową lub brązowoczarną. Często zlewają się z sobą tworząc ziarnistą sorediowo-izydiową masę. Często posiadają urwistki. Natomiast apotecja lekanorowe występują bardzo rzadko. Mają średnicę do 4(6) mm, czerwonobrunatne tarczki i na ich brzeżku plechowym często występują izydia lub urwistki. W jednym worku powstaje po 8 jednokomórkowych, bezbarwnych askospor o elipsoidalnym kształcie i rozmiarach 5-9 × 3,5 μm.
Metabolity wtórne. Górna kora zawiera atranorin i chloroatranorin, rdzeń kwas tamnoliowyi dekarboksytamnoliowy.

## Występowanie i siedlisko
Na półkuli północnej rozprzestrzeniony jest szeroko, na południowej podano jego stanowiska tylko w Republice Południowej Afryki, Australii i wyspie Wong. W Polsce występuje na całym obszarze. Był gatunkiem ściśle chronionym, od 17 października 2014 podlega ochronie częściowej.
Główne siedlisko jego występowania to kora drzew, zarówno liściastych, jak i iglastych, oraz drewno, wyjątkowo tylko występuje na skałach.